# Павлов, Денис Александрович
Денис Александрович Павлов (род. 22 мая 1980, Москва) — российский самбист и дзюдоист, призёр чемпионатов России, мастер спорта России по самбо, мастер спорта России международного класса по дзюдо, тренер. Выпускник клуба «Самбо-70» 1997 года. В 2003 году окончил Российский государственный университет физической культуры, спорта, молодёжи и туризма по специальности «Физическая культура и спорт». Одним из воспитанников Павлова является Алексей Кузьменко.

## Спортивные результаты
- Первенство России по дзюдо среди кадетов 1997 года — ;
- Первенство России по дзюдо среди молодёжи 1997 года — ;
- Чемпионат России по самбо 2004 года — ;
- Международный турнир 2005 года, Монако — ;
- Чемпионат России по дзюдо 2005 года — ;
- Мемориал Владимира Гулидова 2006 года, Красноярск — ;
- Чемпионат России по дзюдо 2007 года — ;
- Этап Кубка Европы 2010 года, Сараево — ;
- Чемпионат России по дзюдо 2011 года — ;